# Ziwa

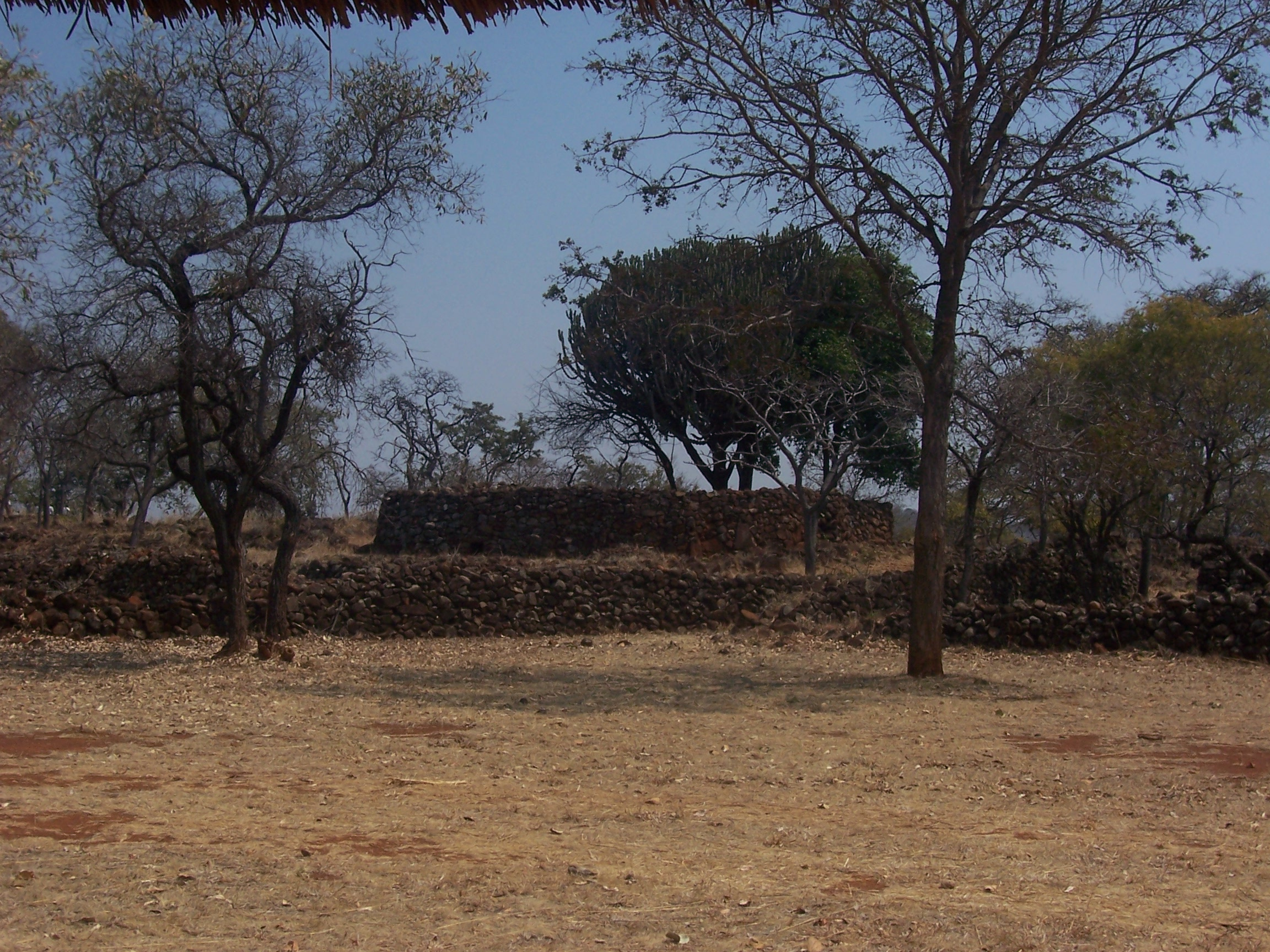
Ruinerna i Ziwa.

Ziwa eller Ziwaruinerna (tidigare Van Niekerkruinerna) är namnet som används för att beskriva resterna av en vidsträckt jordbruksbosättning från sen järnålder som har daterats till 1600-talet. Platsen ligger i Nyanga, Zimbabwe och blev ett nationalmonument 1946 och finns sedan 1997 uppsatt på Zimbabwes lista över förslag till världsarv.
Platsen består av en stor variation stenbyggnationer, däribland stenterrasser som följer konturerna av höjder och branter. Arkeologiska undersökningar har också frambringat viktiga aspekter om keramik och klippkonst.
Innan Ziwa blev nationalmonument, hade byn varit en del av de kommersiella gårdarnas område och var därmed i privat ägo. En stor del av de skador eller nedbrytningar av antikviteter kan ha åstadkommits under denna period av lantbrukare som använde området till boskap. För närvarande har ett museum grundats för att visa Zivas kulturarv och andra arkeologiska platser i Nyangadistriktet.
Trots att området avfolkades på 1700-talet, har Ziwa fortsatt vara av betydelse för senare grupper som slagit sig ner i dess närhet

## Beskrivning
Ziwa bär spår av mänsklig bosättning för alla större arkeologiska perioder identifierade i Zimbabwes arkeologiska sekvens. Det är från stenålderns jägare-samlare-period och fram till historisk tid. 3 337 hektar land omfattar: Stenålderslämningar, platser med klippkonst, tidiga jordbrukssamhällen, senare jordbrukarsamhällen markerade med terrasser och fältsystem, fort, gropstrukturer och stenomslutningar, järnsmältning och smidesugnar samt ett stort antal rester av hus med påkletad lera.

## Illustrationer

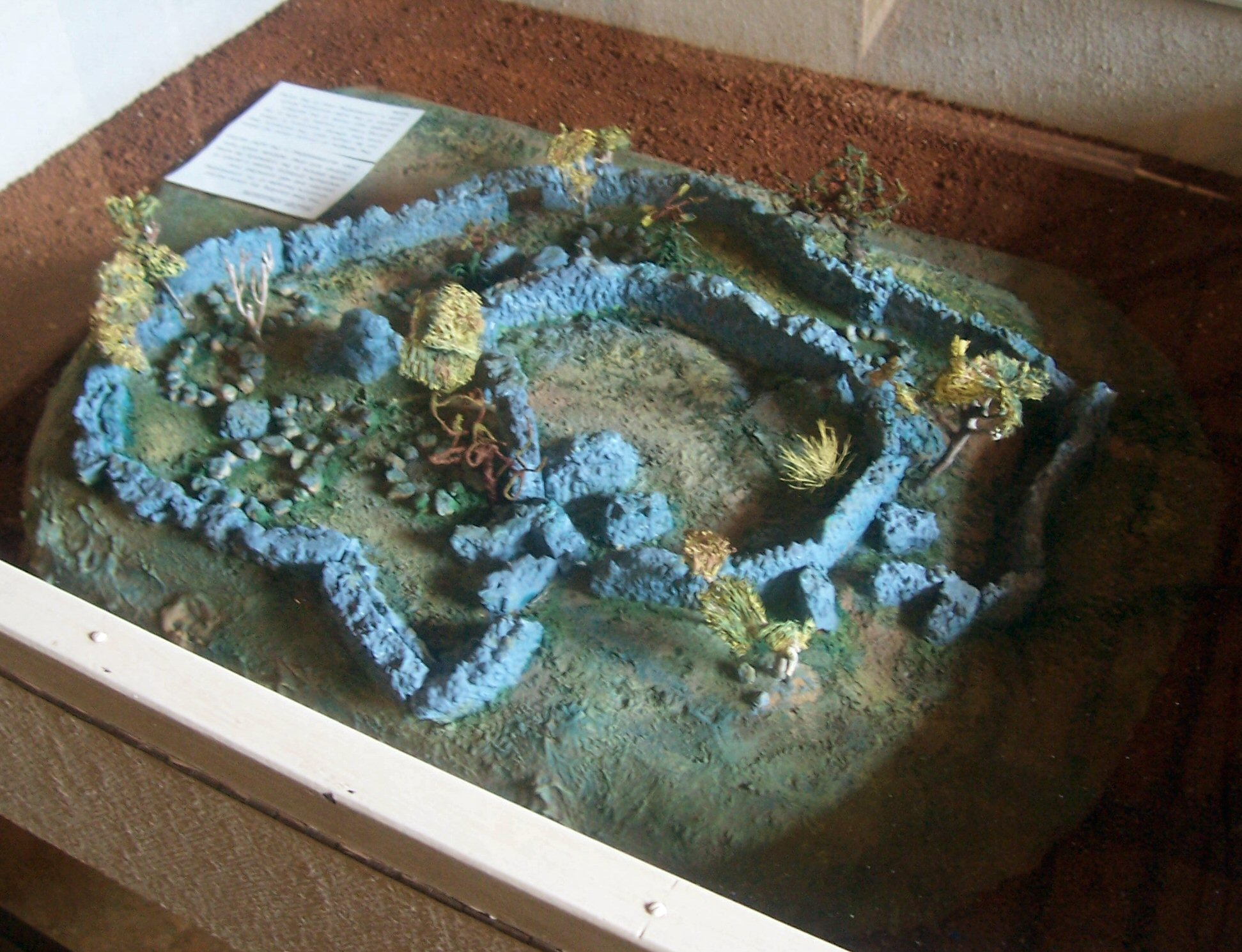
Modell av Ziwa som visas i besökscentret
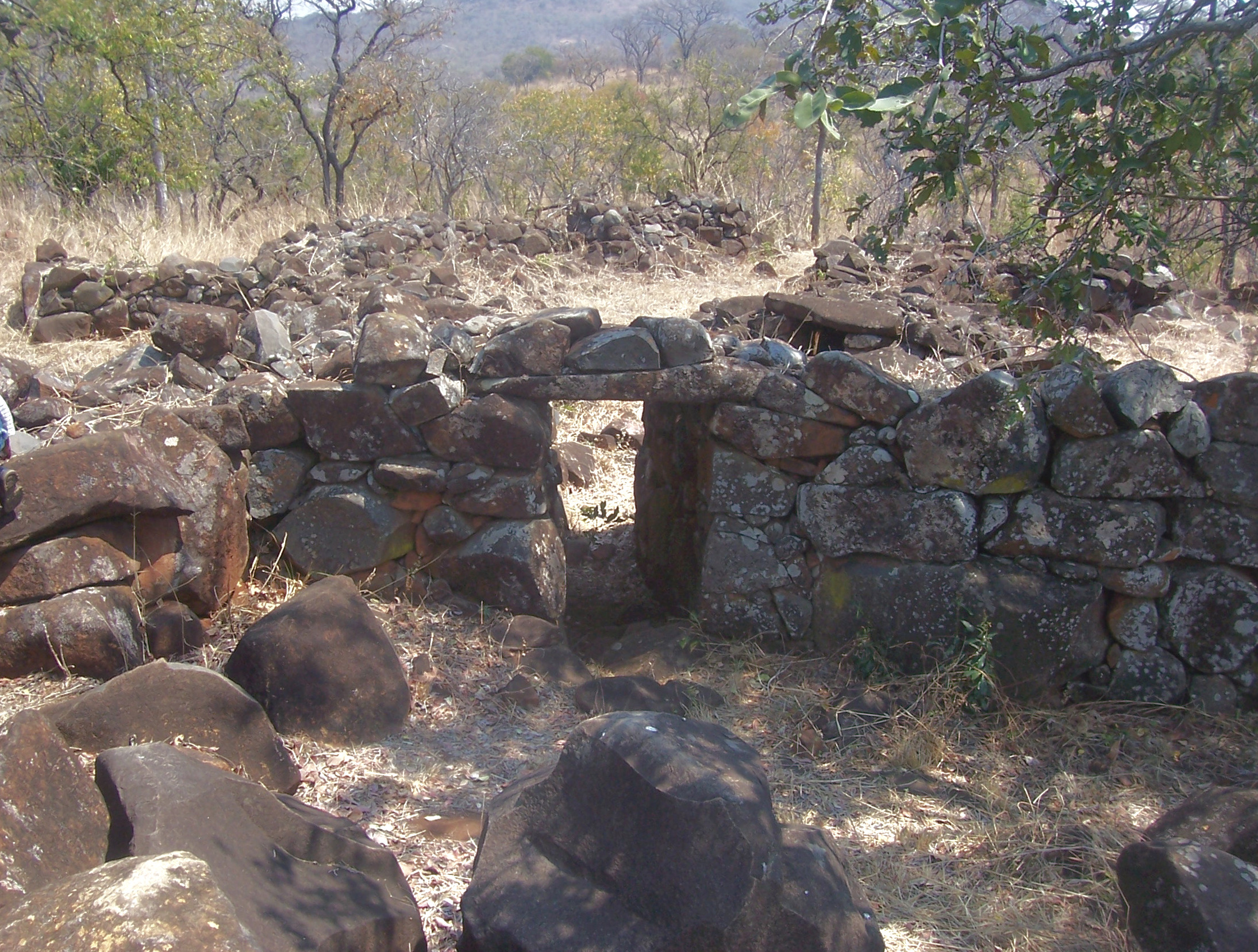
Ingång till grop
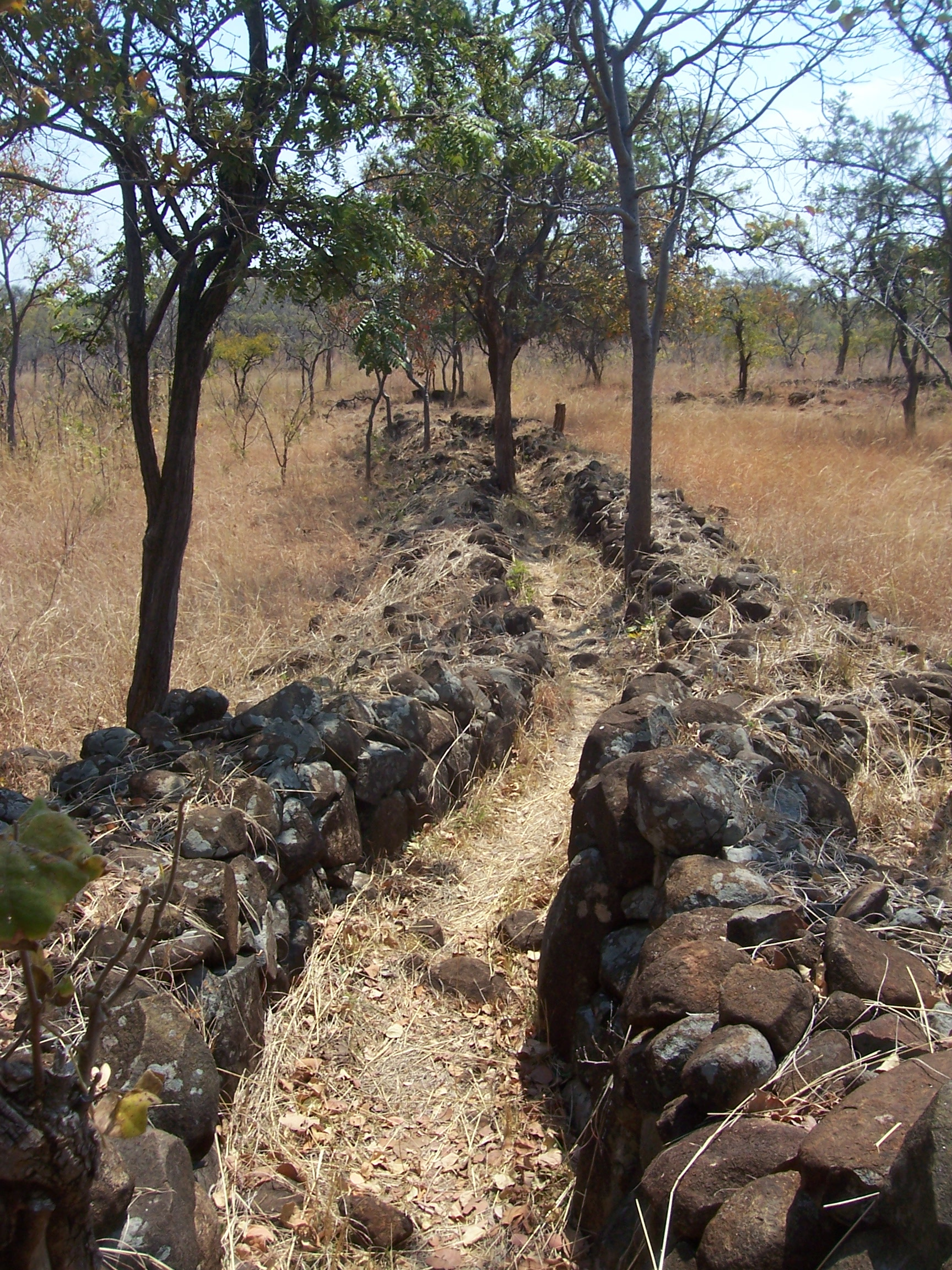
Dubbel omslutningsmur